# (35087) von Sydow
(35087) von Sydow ist ein Asteroid des inneren Hauptgürtels, der am 16. Oktober 1990 von dem belgischen Astronomen Eric Walter Elst am La-Silla-Observatorium der Europäischen Südsternwarte in Chile (IAU-Code 809) entdeckt wurde.
Der Asteroid gehört zur Hungaria-Gruppe. Charakteristisch für diese Gruppe ist unter anderem die 9:2-Bahnresonanz mit dem Planeten Jupiter. Der Namensgeber für die Hungaria-Gruppe ist der Asteroid (434) Hungaria. Die Sonnenumlaufbahn von (35087) von Sydow ist mit mehr als 21° stark gegenüber der Ekliptik des Sonnensystems geneigt, ein weiteres Charakteristikum für Hungaria-Asteroiden. Die zeitlosen (nichtoskulierenden) Bahnelemente von (35087) von Sydow sind fast identisch mit denjenigen der beiden kleineren, wenn man von der Absoluten Helligkeit von 17,5 und 17,8 gegenüber 15,2 ausgeht, Asteroiden (238815) 2005 OQ16 und (335946) 2007 TF71.
(35087) von Sydow wurde am 15. April 2014 nach dem schwedischen Schauspieler Max von Sydow benannt. In der Widmung besonders hervorgehoben wird sein Schauspiel im Film Das siebente Siegel (1957) von Regisseur Ingmar Bergman. Nach Bergman benannt wurde im Jahr 2000 der ebenfalls von Eric Walter Elst entdeckte Asteroid des äußeren Hauptgürtels (10378) Ingmarbergman.